# 馬德里地鐵2號線
馬德里地鐵2號線（西班牙語：Línea 2）是馬德里地鐵的一條路線，1924年6月11日通車，來往太陽站與班塔斯站。後來在1926年12月27日延長至戈維多站並在1929年9月1日再延長至四路站。1932年加入了一條由戈亞站往萊昂的迭戈站的支線，但在1958年轉交至4號線。1964年路線延長至線型城站，但此段於1970年轉交至5號線。1998年10月17日加入了運河站以便和7號線延線轉乘。2007年2月16日再延長至拉埃里帕站，預定將與11號線轉乘，但現時未有時間表。2011年3月16日，路線再延長至拉斯羅薩斯站。
2號線自2007年夏天開始使用4節3400型列車。